# Kentarō Satō (athlétisme)
Pour les articles homonymes, voir Kentarō Satō.
Kentarō Satō (né le 16 novembre 1994) est un athlète japonais, spécialiste du 400 m.
Le 4 juin 2015, il remporte la médaille de bronze du 400 m en 46 s 09, record personnel, lors des Championnats d'Asie d'athlétisme 2015 à Wuhan.
Le 27 juin 2015, il porte son record personnel à 45 s 58 à Nagoya.
En avril 2019, il remporte la médaille d’or du relais 4 x 400 m avec ses coéquipiers Julian Walsh, Rikuya Ito et Kota Wakabayashi, lors des Championnats d’Asie 2019 à Doha.
En 2023, il devient champion d'Asie du 400 m.
En séries des championnats du monde, il bat en 44 s 77 le record du Japon, qui était détenu depuis 32 ans par Susumu Takano.
Il termine 6e du 4 × 400 m des Jeux olympiques de 2024 en 2 min 58 s 33, record d'Asie.

## Palmarès
| Date | Compétition         | Lieu     | Résultat | Épreuve | Marque  |
| ---- | ------------------- | -------- | -------- | ------- | ------- |
| 2023 | Championnats d'Asie | Bangkok  | 1er      | 400 m   | 45 s 00 |
| 2023 | Jeux asiatiques     | Hangzhou | 2e       | 400 m   | 45 s 57 |

## Records
| Épreuve | Temps   | Lieu     | Date         |
| ------- | ------- | -------- | ------------ |
| 400 m   | 44 s 77 | Budapest | 20 août 2023 |